# ملکه زیبایی و شاه دزد
ملکه زیبایی و شاه دزد (به هندی: Roop Ki Rani Choron Ka Raja) فیلمی محصول سال ۱۹۹۳ و به کارگردانی ساتیش کایشیک است. در این فیلم بازیگرانی همچون سری دوی، آنیل کاپور، انوپم کهیر، پارش راوال، جکی شروف، رام ستهی، بیندو، دالیپ تاهیل، جانی لور، آنجان سیرواستاو ایفای نقش کرده‌اند.